# Правителство на Драган Цанков 3
Третото правителство на Драган Цанков е девето правителство на Княжество България, назначено с Указ № 1 от 1 януари 1884 г. на княз Александър I Батенберг. Управлява страната до 29 юни 1884 г., след което е наследено от второто правителство на Петко Каравелов.

## Политика
На 31 декември 1884 г. е образувано хомогенно правителство на умерените либерали. Основната задача, която новото правителство си поставя във вътрешната политика, е утвърждаването на умерено конституционно управление. Тази политика среща съпротивата на крайните либерали, които искат пълно възстановяване на Търновската конституция. Резултатът е окончателното разцепление на Либералната партия. На 27 май 1884 г. при изборите за IV обикновено народно събрание крайните либерали успяват да наложат своя кандидат Петко Каравелов за председател на парламента. Това води до подаване оставката на кабинета.

### Външна политика
Най-важният момент във външната политика на умерените либерали е свързан с рязкото изостряне на отношенията със Сърбия. Причините са териториалните претенции на Сърбия към някои гранични български райони и даденото политическо убежище в България на сръбски опозиционери. Апогеят на кризата е на 28 май същата година, когато дипломатическият представител на Сърбия в София Джордже Симич връчва ултиматум на българското правителство. В него се изисква сръбските опозиционери емигранти да бъдат върнати в родината им в тридневен срок. Отказът на българското правителство да удовлетвори искането завършва с прекъсване на дипломатическите отношения между двете страни. Опитите чрез посредничеството на Русия, Австро-Унгария и Германия да се разреши граничният проблем завършват без успех поради различните интереси на Великите сили.
Друг външноикономически проблем пред правителството са преговорите по откупуване на линията Русе-Варна. Под натиск на Великобритания кабинетът започва преговори, на които компанията, собственик на железницата, се опитва да наложи неизгодни за Княжеството условия. Преговорите са преустановени.
По въпроса за националното обединение, правителството на д-р Цанков избира позицията на изчакване. Причините за това са партизанските борби в Източна Румелия и неблагоприятната международна обстановка.

## Съставяне
Кабинетът, оглавен от Драган Цанков, е образуван от умерените либерали и руски генерали, начело на военното министерство.

### Кабинет
Сформира се от следните 7 министри:
| министерство                            | име | име                      | партия           |
| --------------------------------------- | --- | ------------------------ | ---------------- |
| председател на Министерския съвет       |     | Драган Цанков            | Либерална партия |
| външни работи и изповедания             |     | Марко Балабанов          | Либерална партия |
| финанси                                 |     | Михаил Сарафов           | Либерална партия |
| обществени сгради, земеделие и търговия |     | Тодор Икономов           | Либерална партия |
| вътрешни работи                         |     | Драган Цанков            | Либерална партия |
| народно просвещение                     |     | Димитър Моллов           | Либерална партия |
| правосъдие                              |     | Константин Поменов       | Либерална партия |
| военен                                  |     | Виктор Котелников (упр.) | военен           |

### Промени в кабинета

#### от 29 януари 1884
- След промените на 29 януари военното министерство преминава в ръководството на:

| министерство | име | име               | партия |
| ------------ | --- | ----------------- | ------ |
| военен       |     | Михаил Кантакузин | военен |

## Събития
- 27 май 1884 – Парламентарни избори, спечелени от непримиримите либерали на Петко Каравелов.[2]
- 29 май 1884 – Сръбският дипломатически агент Джордже Симич напуска София ден след като правителството на Цанков отхвърля ултиматума на Сърбия да изтегли военния си пост от спорното Бреговско землище и да екстернира сръбските политически емигранти от приграничните окръзи.[5] Дипломатическите отношения между България и Сърбия са нормализирани едва през 1886 година.
- 27 юни 1884 – Новоизбраното Четвърто обикновено народно събрание избира за свой председател Каравелов вместо предложения от Цанков Стефан Стамболов. В отговор министър-председателят и правителството излизат в оставка.[6]